# Hoher Perschitzkopf
Der Hohe Perschitzkopf ist ein 3125 m ü. A. hoher Berggipfel in der Schobergruppe der Hohen Tauern in Österreich. Der Gipfel befindet sich ca. 12 km Luftlinie nördlich von Lienz in Osttirol, genau auf der Grenzlinie zu Kärnten. Der Normalanstieg ist bei schneefreien und trockenen Verhältnissen relativ einfach zu begehen. Vom Gipfel kann man bei entsprechenden Wetterverhältnissen einen schönen Ausblick in die Bergwelt der Schobergruppe, insbesondere zum Petzeck und zum Hochschober, genießen.

## Erstbesteigung
Am 26. Juli 1890 erreichten Mathias Marcher und Ludwig Purtscheller den höchsten Punkt. Der Gipfel wurde aber vermutlich bereits vorher zu Vermessungszwecken betreten.

## Anstieg
Der Normalanstieg auf den Hohen Perschitzkopf erfolgt von der Wangenitzseehütte oder der Adolf-Noßberger-Hütte zur Hohen Gradenscharte (2803 m). Danach verläuft der unmarkierte Anstieg über den Südgrat in leichter Blockkletterei zum Gipfel. Der Anstieg weist die Schwierigkeit I+ auf und erfordert von der Wangenitzseehütte rund 2,5 Stunden und von der Adolf-Noßberger-Hütte etwa 3 Stunden Gehzeit.

### Nebengipfel
Der Nebengipfel, der Östliche Perschitzkopf (3077 m ü. A.), kann von der Wangenitzseehütte bestiegen werden. Über Schutthalden und Blockfelder führt der unmarkierte Weg in die Perschitzscharte. Danach führt der Anstieg über den Nordostgrat in Blockkletterei der Schwierigkeit I+ auf den Gipfel.

## Weitere Bilder

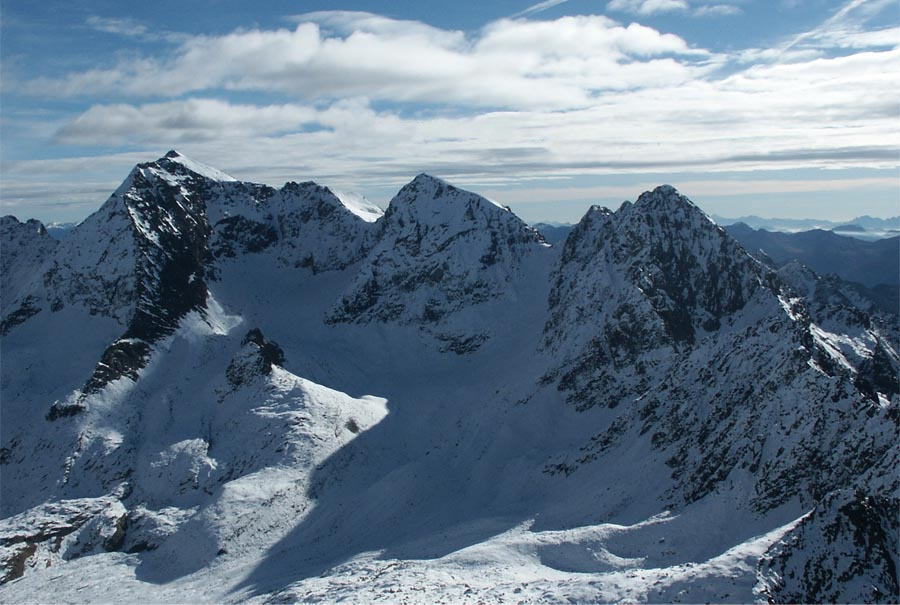
Das Petzeck links, in der Mitte der Kruckelkopf, rechts der Hohe Perschitzkopf, von Nordwesten aus gesehen